# Wardell (banda)
Wardell é uma banda de indie folk fundada em Los Angeles, Califórnia, em 2012. Criada pelos irmãos, Sasha e Theo Spielberg, filhos de Steven Spielberg e Kate Capshaw, começaram a se apresentar em festivais ao longo do ano; após o lançamento independente de sua primeira canção de trabalho, "Opossum", conseguiram assinar um contrato com a Roc Nation. Em 2019, divulgaram seu primeiro material, Impossible Falcon, um extended play (EP) com sete faixas.